# Bukowiec (powiat wągrowiecki)
Bukowiec – wieś w Polsce położona w województwie wielkopolskim, w powiecie wągrowieckim, w gminie Wągrowiec.
Wieś konwentu cystersów w Wągrowcu, położona była w XVII wieku w powiecie kcyńskim województwa kaliskiego. W latach 1975–1998 miejscowość należała administracyjnie do województwa pilskiego.
| SIMC    | Nazwa    | Rodzaj    |
| ------- | -------- | --------- |
| 0531690 | Danabórz | część wsi |

## Historia
Miejscowość w zlatynizowanej formie Buccovz wymieniona jest w łacińskim dokumencie z 1282 roku sygnowanym przez legata apostolskiego Filipa Firmanusa.